# هموزویین
هموزویین، (به انگلیسی: Hemozoin)، محصولی دفعی و جانبی است که از گوارش خون توسط برخی انگل‌های خون‌خوار مانند پلاسمودیوم (عامل مالاریا) و کپلک خون تشکیل و آزاد می‌شود. این موجودات زندهٔ انگل خون‌خوراک، هموگلوبین را گوارش می‌دهند و مقادیر زیادی هِم آزاد می‌کنند که جزء غیرپروتئینی هموگلوبین است. هِم یک گروه پروستتیک، (به انگلیسی: Prosthetic group) یا یک کوفاکتور است که از یک اتم آهن موجود در مرکز یک حلقهٔ پورفیرین ناجورحلقه تشکیل می‌شود. به دلیل آن که هِم به شکل آزاد برای سلول سمی است، انگل‌ها آن را به بلوری (کریستالی) حل ناشدنی (نامحلول) تبدیل می‌کنند که هموزویین نامیده می‌شود. از آن جا که بقای انگل‌ها به تولید هموزویین وابسته است، در داروسازی، تلاش می‌شود داروهایی برای کشتن انگل‌ها طراحی و تولید شود که با مهار کردن بلوری شدن زیستی هِم، عمل کنند و مانع از تولید و آزاد ساختن هموزویین و در نتیجه، مانع از ادامهٔ حیات انگل‌های خون‌خوار شوند. هموزویین در پاتوفیزیولوژی و تشخیص بیماری مالاریا نیز نقش دارد.

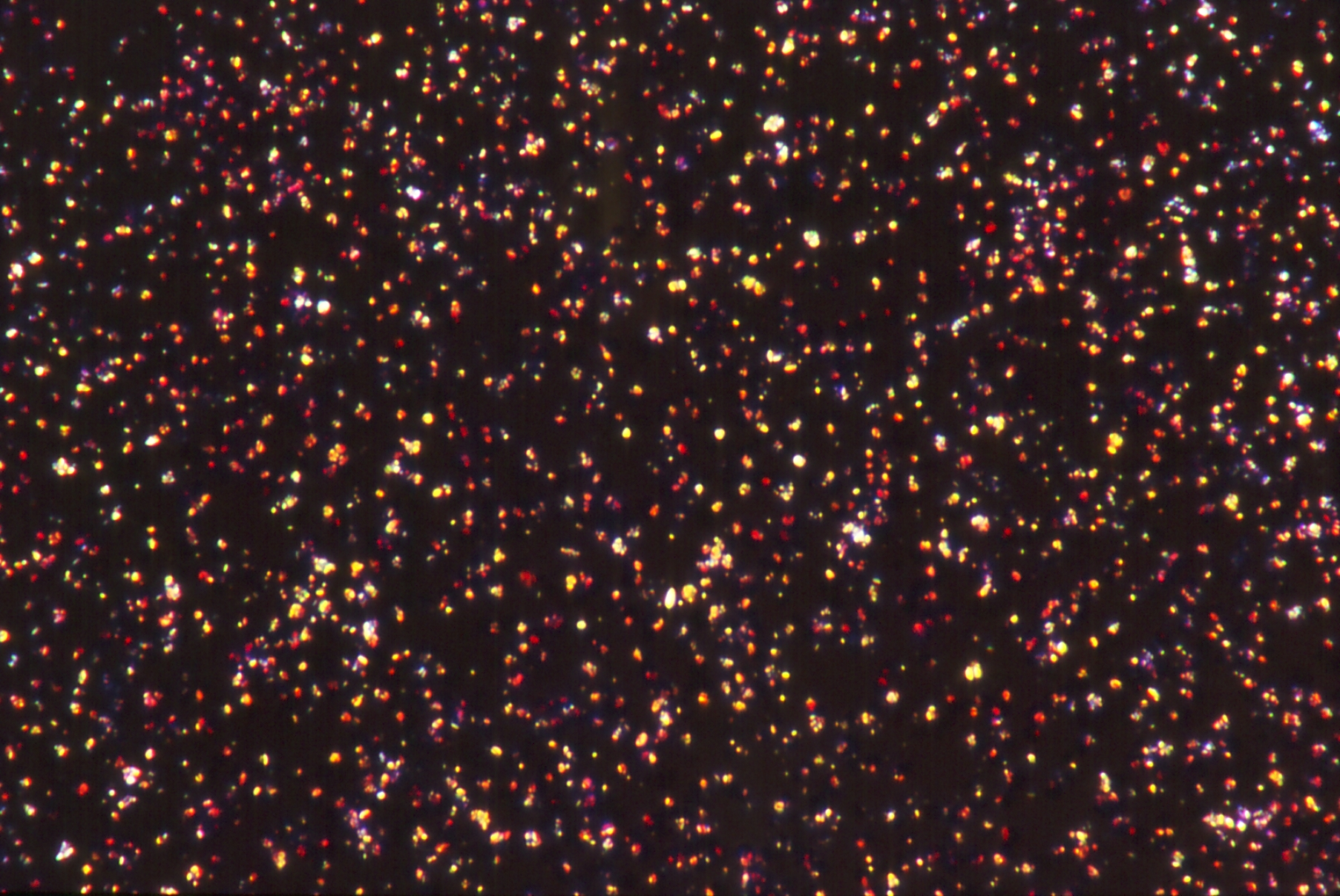
بلورهای زیستی هموزویین انگل پلاسمودیوم فالسیپاروم، زیر پرتوهای نور قطبیده شده.

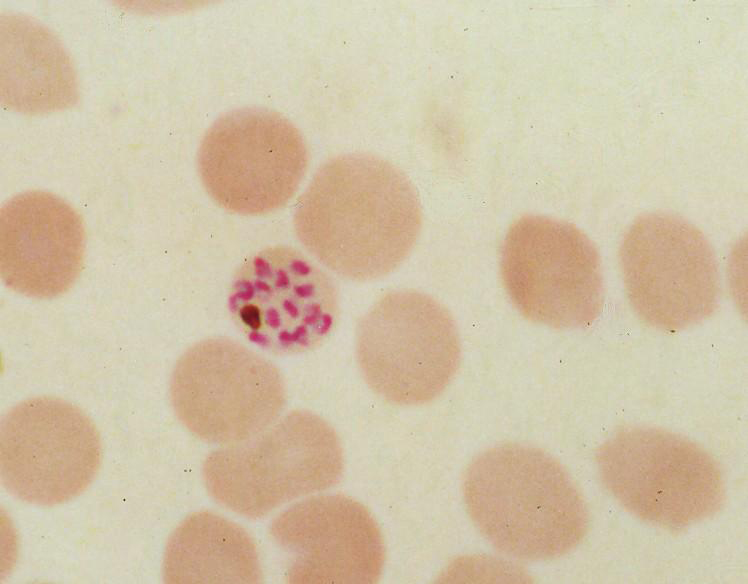
گلبول قرمز انسان، آلوده شده به پلاسمودیوم فالسیپاروم که تودهٔ رسوبی شدهٔ هموزویین قهوه‌ای رنگ در آن نمایان است.